# Dilar geometroides
Dilar geometroides är en insektsart som beskrevs av H. Aspöck och U. Aspöck 1968. Dilar geometroides ingår i släktet Dilar och familjen Dilaridae. Inga underarter finns listade i Catalogue of Life.